# El éxodo de Yangana
El éxodo de Yangana es una novela del escritor ecuatoriano Ángel Felicísimo Rojas, publicada por primera vez en Buenos Aires en 1949. Es considerada la obra más lograda y conocida del autor.
La trama de la novela, que hace homenaje a Fuenteovejuna de Lope de Vega, está enmarcada dentro del ciclo de literatura de denuncia social, plasmada en ciento sesenta familias que se ven obligadas a abandonar sus hogares ante el miedo de la represión estatal luego de reaccionar ante los abusos cometidos contra ellos.
La venta de la obra fue prohibida en España por el régimen fascista de Francisco Franco por ser considerada "subversiva".

## Argumento

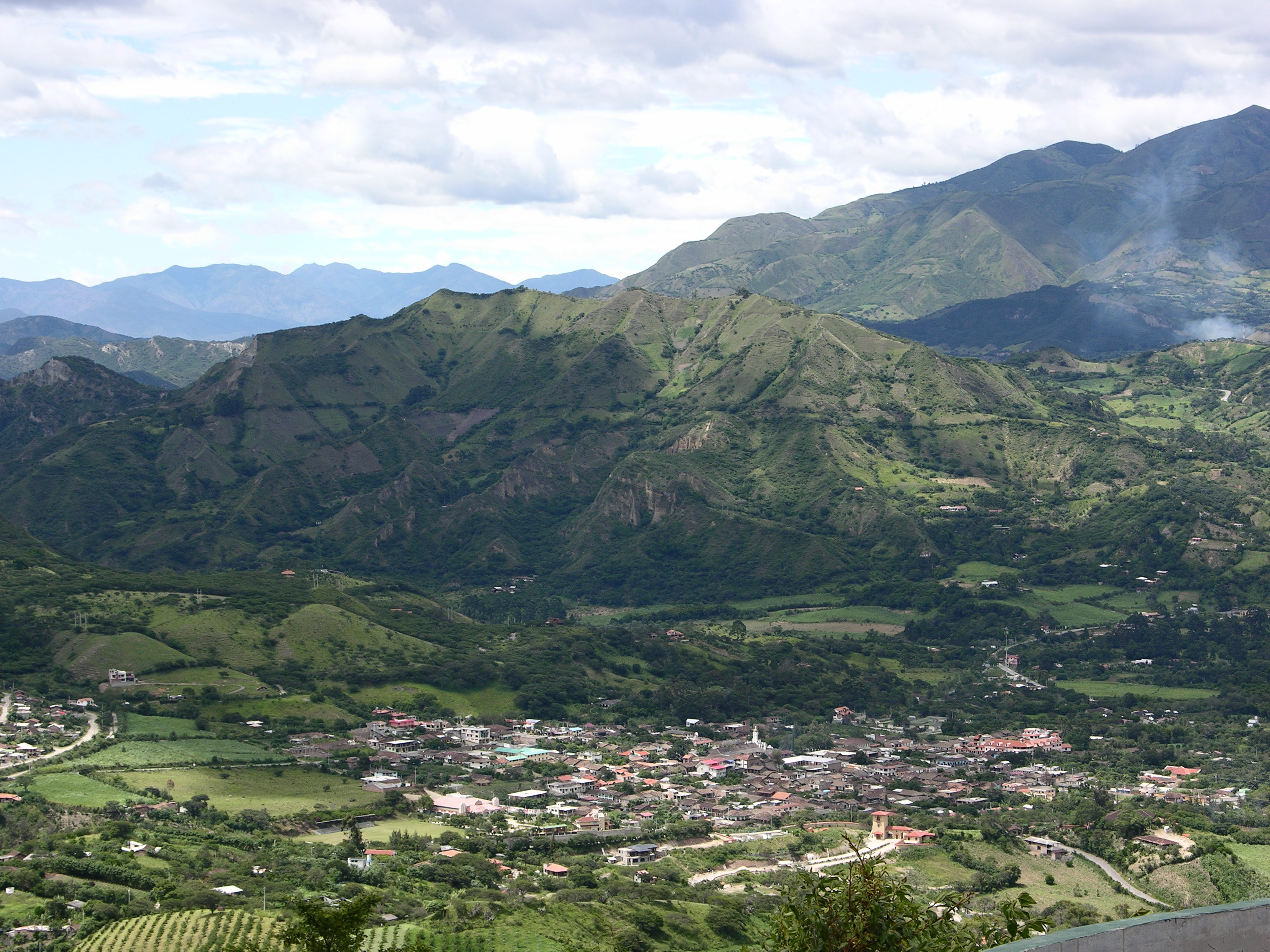
Valle de Vilcabamba, región lojana en la que se inspiró Rojas para la novela.

Los habitantes del pequeño pueblo lojano de Yangana inician un éxodo masivo por temor a represalias luego del asesinato del gamonal local. El hecho se produjo tras los constantes abusos que el gamonal cometía contra ellos amparado en la complicidad de las autoridades locales, por lo que las ciento sesenta familias del pueblo deciden aceptar la culpa de manera colectiva y escapar hacia el Oriente.

## Composición
La idea original de la novela nació de una anécdota contada a Rojas por su abuela, quien de niña había oído de un levantamiento campesino en una hacienda llamada "Comunidades", cerca de Vilcabamba y Malacatos. Rojas trabajó la idea y la plasmó en un cuento que envió a Alejandro Carrión, quien le recomendó que lo transformara en una novela ante el alcance de la historia.
La escritura de la novela tuvo lugar entre 1938 y 1940 en Guayaquil. En ese entonces Rojas trabajaba en el bufete de abogados del escritor José de la Cuadra y había entablado una relación cercana ante la afinidad tanto literaria como ideológica con el resto de miembros del Grupo de Guayaquil, de tendencia socialista. La novela fue publicada nueve años después por la editorial argentina Losada.

### Estructura
La novela se encuentra dividida en tres secciones. La primera, titulada "Huida de un réprobo colectivo", se compone de más de cuarenta semblanzas de varios de los habitantes de Yangana presentes en la caravana del éxodo. La narración se presenta de forma coloquial y salta de un personaje a otro, hilvanando las historias de los habitantes del pueblo para crear un retrato colectivo de las distintas facetas de la comunidad.
La segunda parte se titula "Yangana cuando era pura" y se presenta como una serie de notas etnográficas sobre Yangana recogidas de la libreta de un estadounidense que visitó el pueblo un año antes de la huida. Las notas incluyen observaciones sobre la historia, las tradiciones, la topografía, la dieta, las actividades de ocio, la forma de gobierno, y demás características de Yangana que permiten apreciar el carácter pacífico de la población y la situación de opresión en que vivían. La crítica literaria Alicia Ortega Caicedo comparó esta sección con el ensayo El montuvio ecuatoriano, de José de la Cuadra.
La última sección lleva el nombre de "La última alegría de Yangana" y narra la conversación entre dos habitantes de Yangana luego de que el éxodo ha finalizado. En la conversación se recuentan los hechos que llevaron al asesinato del gamonal y la posterior huida.